# George Konig
George Konig (ur. 26 stycznia 1856, zm. 31 maja 1913) – amerykański polityk, członek Partii Demokratycznej. W latach 1911–1913 był przedstawicielem trzeciego okręgu wyborczego w stanie Maryland w Izbie Reprezentantów Stanów Zjednoczonych.